# Speranskia tuberculata
Speranskia tuberculata là một loài thực vật có hoa trong họ Đại kích. Loài này được (Bunge) Baill. miêu tả khoa học đầu tiên năm 1858.